# Сто днів, щоб закохатися
Сто днів, щоб закохатися (ісп. 100 días para enamorarnos) — американський телесеріал 2020 року у жанрі драми, комедії, та створений компанією Telemundo Global Studios. В головних ролях — Ільзе Салас, Маріана Тревіно, Ерік Еліас, Девід Чокарро.
Перша серія вийшла в ефір 28 квітня 2020 року.
Серіал має 2 сезони. Завершився 92-м епізодом, який вийшов у ефір 10 лютого 2021 року.
Режисер серіалу — Хорхе Колон, Маріано Арданас, Фес Норьєга.
Сценарист серіалу — Рікардо Альварес Каналес, Береніс Карденас, Альберто Гонце.
Серіал є адаптацією аргентинської теленовели під назвою «100 días para enamorarse», 2018 р.

## Сюжет
Дві пари в непростих стосунках вирішують дати одне одному ще один шанс: 100 днів, щоб вони знову закохалися.

## Сезони
| Сезон | Епізоди | Епізоди | Оригінальний показ | Оригінальний показ | Оригінальний показ |
| Сезон | Епізоди | Епізоди | Перший показ       | Останній показ     | Мережа             |
| ----- | ------- | ------- | ------------------ | ------------------ | ------------------ |
| 1     | 57      | 57      | 28 квітня 2020     | 20 липня 2020      | Telemundo          |
| 2     | 35      | 35      | 10 лютого 2021     | 10 лютого 2021     | Netflix / Blim TV  |

## Аудиторія
| Сезон | Серії | Перший ефір    | Перший ефір        | Останній ефір | Останній ефір      | Середня кількість глядачів (мільйони) |
| Сезон | Серії | Дата           | Глядачі (мільйони) | Дата          | Глядачі (мільйони) | Середня кількість глядачів (мільйони) |
| ----- | ----- | -------------- | ------------------ | ------------- | ------------------ | ------------------------------------- |
| 1     | 57    | 28 квітня 2020 | 1,07               | 20 липня 2020 | 0,96               | 0,84                                  |

## Актори та ролі
| Актор                  | Роль                               | Сезон                | Сезон                |
| Актор                  | Роль                               | 1                    | 2                    |
| ---------------------- | ---------------------------------- | -------------------- | -------------------- |
| Ільзе Салас            | Констанца «Конні» Франко де Куеста | Основний персонаж    | Основний персонаж    |
| Маріана Тревіно        | Ремедіос «Реме» Рівера де Барріос  | Основний персонаж    | Основний персонаж    |
| Ерік Еліас             | Еміліано Леон                      | Основний персонаж    | Основний персонаж    |
| Девід Чокарро          | Плутарко Куеста                    | Основний персонаж    | Основний персонаж    |
| Сильвія Саенс          | Хімена Соса                        | Основний персонаж    | Основний персонаж    |
| Софія Лама             | Аврора Вільярреал                  | Основний персонаж    | Основний персонаж    |
| Ектор Суарес Гоміс     | Луїс Касас                         | Основний персонаж    | Основний персонаж    |
| Андрес Алмейда         | Макс Барріос                       | Основний персонаж    | Основний персонаж    |
| Мануель Бальбі         | Фернандо Баррозу                   | Основний персонаж    | Основний персонаж    |
| Лукас Веласкес         | Пабло Франко                       | Основний персонаж    | Основний персонаж    |
| Даніела Баскопе        | Ізабель Моралес де Баррозу         | Основний персонаж    | Основний персонаж    |
| Макарена Гарсія        | Алехандро Барріос Рівера           | Основний персонаж    | Основний персонаж    |
| Ксабьяни Понсе де Леон | Даніель «Дані» Куеста Франко       | Основний персонаж    | Основний персонаж    |
| Габріель Тарантіні     | Бенджамін Флорес                   | Основний персонаж    | Основний персонаж    |
| Фернанда Урдапілєта    | Люсія Сандовал Бланко              | Основний персонаж    | Основний персонаж    |
| Шеріл Рубіо            | Маріана Веларде                    | Основний персонаж    | Основний персонаж    |
| Макарія                | Моніка Франко                      | Основний персонаж    | Основний персонаж    |
| Едуардо Ібаррола       | Педро Франко                       | Основний персонаж    | Основний персонаж    |
| Шаула Вега             | Марлен Бланко                      | Основний персонаж    | Основний персонаж    |
| Беатріс Монрой         | Вікі Медіна                        | Основний персонаж    | Основний персонаж    |
| Тамара Агілар          | Тереза «Тере» Медіна               | Основний персонаж    | Основний персонаж    |
| Ізабелла Сьєрра        | Сусана Касас Соса                  | Основний персонаж    | Основний персонаж    |
| Гаель Санчес           | Хосе Мартін Куеста Франко          | Основний персонаж    | Основний персонаж    |
| Андрес Пірела          | Ніколас «Ніко» Касас Вільяреал     | Основний персонаж    | Основний персонаж    |
| Умберто Суріта         | Раміро Рівера                      | Основний персонаж    | Основний персонаж    |
| Амайрані Ромеро        | Марта Гутьєррес                    | Періодичний персонаж | Періодичний персонаж |
| Даніела Ботеро         | Лорена                             | Періодичний персонаж | Періодичний персонаж |
| Фредді Флорес          | Беніто                             | Періодичний персонаж | Періодичний персонаж |
| Гонсало Зулуета        | Ангел Урданета                     | Періодичний персонаж | Періодичний персонаж |
| Джуліан Марін          | Крістіан Нуньєс                    | Періодичний персонаж | Періодичний персонаж |
| Ейпріл Голіндано       | Фріда Баррозу Моралес              | Періодичний персонаж | Періодичний персонаж |
| Даніель Луго           | Франсіско Гусман                   | Періодичний персонаж | Періодичний персонаж |
| Даріо Дуке             | студент                            | Періодичний персонаж | Періодичний персонаж |
| Марія Лаура Кінтеро    | Пілар Сегура                       | Періодичний персонаж | Періодичний персонаж |
| Андрес Варгас          | Даріо Пуенте                       | Періодичний персонаж | Періодичний персонаж |
| Фабіан Ернандес        | Фіто Гарса                         | Періодичний персонаж | Періодичний персонаж |
| Анеуді Лара            | Хорхе Альварес                     | Періодичний персонаж | Періодичний персонаж |
| Хорхе Консехо          | Хосе Мігель Мелендес               | Періодичний персонаж | Періодичний персонаж |
| Карлос Сантос          | Гіл Рейес                          | Періодичний персонаж | Періодичний персонаж |
| Езра Мішель            | Андрес                             | Періодичний персонаж | Періодичний персонаж |
| Гектор Пенья           | Карлос Сапата / Лауро              | Періодичний персонаж | Періодичний персонаж |
| Карла Монройг          | Дульсе Баррозо                     | Періодичний персонаж | Періодичний персонаж |
| Лаура Гаррідо          | Ядіра Діас                         | Періодичний персонаж | Періодичний персонаж |
| Даніела Наварро        | Хільда Сантандер                   | Періодичний персонаж |                      |
| Еммануель Перес        | Семюель Сандовал Бланко            | Періодичний персонаж |                      |
| Джиммі Бернал          | сенатор Джонс                      | Періодичний персонаж |                      |
| Марко Антоніо Тостадо  | Роджер Монтеро                     | Періодичний персонаж |                      |
| Маріелена Давіла       | Соледад «Сол» Берналь              | Періодичний персонаж |                      |
| Карлос Акоста Міліан   | містер Балдерас                    | Періодичний персонаж |                      |
| Крістіна Фігарола      | Каталіна Джонс                     | Періодичний персонаж |                      |
| Гаррі Гайтнер          | Бруно Касарес                      | Періодичний персонаж |                      |
| Пауло Кеведо           | Фаусто                             | Періодичний персонаж |                      |
| Омар Фабель            | Леонардо Ферреро                   | Періодичний персонаж |                      |
| Рікардо Чавес          | Гектор Морільо                     | Періодичний персонаж |                      |
| Маіте Ембіль           | Анжеліка Кінтеро                   | Періодичний персонаж |                      |
| Маурісіо Новоа         | Роберто                            | Періодичний персонаж |                      |
| Джульє Хіліберті       | Карла                              | Періодичний персонаж |                      |
| Кароліна Лаурсен       | психолог                           | Періодичний персонаж |                      |
| Клаудія Морено         | Інгрід де Акоста                   |                      | Періодичний персонаж |
| Хорхе Альберті         | Ерік Мендес                        |                      | Періодичний персонаж |
| Сімоне Марваль         | Вероніка Акоста                    |                      | Періодичний персонаж |
| Джалімар Соломон       | терапевт                           |                      | Періодичний персонаж |
| Карла Петерсон         | Мартіна Герті                      |                      | Періодичний персонаж |
| Ліз Дієппа             | Таня Лозано                        |                      | Періодичний персонаж |
| Джеральдін Басан       | Еліза Поланко                      |                      | Періодичний персонаж |
| Діана Чакон            | Дженніфер Контрерас                |                      | Періодичний персонаж |
| Освальдо Де Леон       | Себастьян дель Валле               |                      | Періодичний персонаж |
| Марк Джекман           | Альберто                           |                      | Періодичний персонаж |
| Фелісія Меркадо        | Регіна Бланко                      |                      | Періодичний персонаж |
| Хорхе Луїс Піла        | Енріке Б'янкіні                    |                      | Періодичний персонаж |
| Фабіан Ріос            | Іван Акоста                        | Запрошена зірка      | Запрошена зірка      |
| Скарлет Ортіс          | Глорія                             | Запрошена зірка      |                      |
| Карлос Торрес          | Фабіан «Лобо» Рамірес              | Запрошена зірка      |                      |
| Мігель Вароні          | -                                  |                      | Запрошена зірка      |

## Інші версії
| Рік  | Країна    | Українська назва         | Оригінальна назва        | Кількість | Кількість | В головних ролях                                                  | Компанія                 | Канал  |
| Рік  | Країна    | Українська назва         | Оригінальна назва        | сезонів   | серій     | В головних ролях                                                  | Компанія                 | Канал  |
| ---- | --------- | ------------------------ | ------------------------ | --------- | --------- | ----------------------------------------------------------------- | ------------------------ | ------ |
| 2018 | Аргентина | 100 днів, щоб закохатися | 100 días para enamorarse | 1         | 125       | Карла Петерсон, Ненсі Дуплаа, Лусіано Кастро, Хуан Мінудзін       | Underground Producciones | Telefe |
| 2019 | Чилі      | 100 днів, щоб закохатися | 100 días para enamorarse | 1         | 152       | Марія Елена Суетт, Дієго Муньйос, Луз Вальдів'єсо, Марсело Алонсо | DDRío Estudios           | Mega   |

## Нагороди та номінації
| Рік  | Нагорода                   | Категорія                      | Кандидат                 | Результат |
| ---- | -------------------------- | ------------------------------ | ------------------------ | --------- |
| 2020 | Premios PRODU              | Теленовела року                | Мігель Вароні            | Перемога  |
| 2020 | Premios PRODU              | Головна героїня                | Маріана Тревіно          | Перемога  |
| 2020 | TV Adicto Golden Awards    | Найкраща міжнародна теленовела | Мігель Вароні            | Перемога  |
| 2020 | TV Adicto Golden Awards    | Найкращі костюми               | Сто днів, щоб закохатися | Перемога  |
| 2020 | TV Adicto Golden Awards    | Найкращі вступні титри         | Сто днів, щоб закохатися | Перемога  |
| 2021 | Kids' Choice Awards México | Улюблена акторка               | Макарена Гарсія          | Перемога  |